# Michael Kilgarriff
Michael Kilgarriff (* 16. Juni 1937 in Brighton, East Sussex) ist ein britischer Film- und, Fernseh-Schauspieler, Hörspielsprecher, sowie Autor für Sach- und Kinderbücher.

## Leben
Michael Kilgarriff, 1937 in Brighton in der Grafschaft East Sussex geboren, begann seine Schauspielerkarriere in der britischen Abenteuerreihe The Golden Spur. Seitdem hat er in über 20 Rollen in internationalen Kino-, Fernsehfilmen und Fernsehserien gespielt. Darunter in britischen Fernseh-Produktionen wie Doctor Who oder Oscar's Orchestra, wo er in 37 Episoden den Mr. Crotchit sprach. 1978 sah man ihn als Grünen König in Dorothea Brookings für die BBC produzierte Fantasy-Fernsehminiserie Der Mondschimmel neben Schauspielern wie James Greene, Sarah Sutton, David Haig und Caroline Goodall.
Des Weiteren sah oder hörte man ihn in Kinoproduktionen wie Camelot – Am Hofe König Arthurs (1967) oder in dem Fantasy-Spielfilm der Puppenspieler und Muppets-Erfinder Jim Henson und Frank Oz in Der dunkle Kristall von 1982.
Zu den vielen weiteren Fernsehauftritten zwischen 1959 und 2002 von Michael Kilgariff zählen ITV Television Playhouse (1963), UFO (1970) oder Tipping the Velvet (2002). 
Darüber hinaus wurde Michael Kilgarriff auch als Autor einer Reihe von Sach- und Kinderbüchern bekannt.
Seine Tochter Rebecca Kilgarriff (* 1971), wurde ebenfalls Schauspielerin.

## Bücher (Auswahl)
- 1974: The Golden age of melodrama: twelve 19th century melodramas
- 1974: More best Religious Jokes (Wolfe Publishing Ltd)
- 1978: Comic Speeches for All Occasions (Futura Publications)
- 1983: Oh No! Not Another 1000 Jokes for Kids (Weidenfeld Nicolson Illustrated)
- 1984: 3001 Jokes for Kids (Ward Lock)
- 1985: Doctors and Nurses Joke Book (Littlehampton Book Services Ltd)
- 1986: 1,000 Jokes for Kids of All Ages (Ballantine Books)
- 1996: It Gives Me Further Pleasure: Further Ruminations Upon the Art of the Music Hall Chairman Plus Over Six Hundred Ready-Made Song Introductions (Samuel French Ltd)
- 1997: Grace, Beauty and Banjos: The Only Clock-Eyed Lady in the World and Other Turns by Their Showbiz Billing (Oberon Books Ltd)
- 1998: Sing Us One of the Old Songs: A Guide to Popular Song from 1860-1920 (Oxford University Press)

## Filmografie (Auswahl)

### Kino
- 1962: We Joined the Navy
- 1967: Camelot – Am Hofe König Arthurs (Camelot)
- 1982: Der dunkle Kristall (The Dark Crystal)
- 2007: Blanche Neige, la suite (Synchronsprecher für die englische Fassung)

### Fernsehen
- 1959: The Golden Spur (Fernsehserie) (Eine Episode)
- 1963: ITV Television Playhouse (Fernsehserie) (Eine Episode)
- 1967–1985: Doctor Who (Fernsehserie) (11 Episoden)
- 1969: ITV Playhouse (Fernsehserie) (Eine Episode)
- 1970: UFO (Fernsehserie) (Eine Episode)
- 1972: Aquarius (Fernsehserie) (Eine Episode)
- 1974: Men of Affairs (Fernsehserie) (Eine Episode)
- 1977: The Upchat Line (Fernsehserie) (Eine Episode)
- 1978: Jackanory Playhouse (Fernsehserie) (Eine Episode)
- 1978: Der Mondschimmel (The Moon Stallion) (Fernsehminiserie)
- 1980: Janet and Company (Fernsehminiserie) (Pilotfilm)
- 1981: The Borgias (Fernsehminiserie) (Eine Episode)
- 1986: Artist's and Models (Eine Episode)
- 1988: The Storyteller (Zwei Episoden)
- 1989: The Jim Henson Hour
- 1991: Watt on Earth (Fernsehserie) (Eine Episode)
- 2002: Oscar's Orchestra (Fernsehserie) (37 Episoden) als Mr. Crotchit
- 2002: Tipping the Velvet (Fernsehminiserie)